# (16144) Korsten
(16144) Korsten est un astéroïde de la ceinture principale.

## Description
(16144) Korsten est un astéroïde de la ceinture principale. Il fut découvert le 15 décembre 1999 à Fountain Hills (Arizona) par Charles W. Juels. Il présente une orbite caractérisée par un demi-grand axe de 3,00 UA, une excentricité de 0,11 et une inclinaison de 10,1° par rapport à l'écliptique.

## Compléments